# 萊斯利·麥克奈爾
萊斯利·詹姆斯·麥克奈爾（英語：Lesley James McNair，1883年5月25日—1944年7月25日 †），參加過第一次世界大戰和第二次世界大戰，是美國陸軍中將。他是馬歇爾的好友，曾經一起參加第一次世界大戰。在第二次世界大戰的時候，麥克奈爾在聖洛進行諾曼第戰役的眼鏡蛇行動時，美國陸軍航空軍第八航空隊的炸彈轟炸到他所在的散兵坑，以致他成為盟軍誤炸而死的軍人中軍階最高的一名。死後，麥克奈爾下葬在法國諾曼第美軍公墓和紀念館，於1954年追封為上將。

## 生平

### 盟軍誤炸
麥克奈爾生於明尼蘇達州文代爾。1904年畢業於西點軍校，其後在炮兵隊服役，也參加了第一次世界大戰。1928年晉升為中校，1929年畢業於陸軍軍事學院；在1929年到1933年期間擔任美國陸軍野戰砲兵學校副司令。1935年為野戰砲兵旅旅長直到1937年3月至1939年4月，1937年3月晉升為准將。
1939年3月到1940年7月任美國陸軍指揮參謀學院校長，負責培訓新人才迎接第二次世界大戰到來。1940年9月晉升為少將，1941年6月為臨時中將。1942年3月成為美國陸軍集團軍群司令，負責軍隊各方面的資源整備，訓練，準備，作戰等各項工作。1942年把新的軍隊投入到北非戰場，及幫助軍隊提供所需，在北非戰場授獎紫心勛章。
1944年，麥克奈爾前往法國，7月25日在法國諾曼第聖洛附近，進行眼鏡蛇行動的時候，在散兵坑被美軍第8航空隊的地毯式轟炸誤炸而死。當時奥马尔·布拉德利聽到這個消息後非常震驚，77架轟炸機對地面進行轟炸，部分軍隊被誤炸而死，最後在一個深坑里看到一具面目全非的屍體，屍體只剩下衣服上的三顆星可以辨認。

### 榮譽晉升
麥克奈爾安葬在法國的諾曼第諾曼第美軍公墓和紀念館，他的墓碑是中將軍銜，為他舉行的死亡儀式。1954年經美國國會追晉升為上將，美國戰爭紀念委員會最初并不知道此事。直到2010年才在墓碑上更改為上將軍銜，至今一直是該園軍銜最高的入葬者。
他的兒子道格拉斯捷·麥克奈爾上校是第77步兵師參謀長，是在萊斯利死後兩週，於關島被一個狙擊手射殺，埋葬在夏威夷的太平洋國家紀念公墓。
1948年為紀念他的榮耀，把華盛頓哥倫比亞特區的華盛頓軍營，更名為萊斯利·J·麥克奈爾堡。